# Hafner-Sarnak-McCurley-Konstante
Die Hafner–Sarnak–McCurley Konstante ist eine mathematische Konstante, die angibt, mit welcher Wahrscheinlichkeit die Determinanten von zwei Matrizen zueinander teilerfremd sind.

## Definition
Seien {\displaystyle N,M\in \mathbb {Z} ^{n\times n}} zwei quadratische, ganzzahlige {\displaystyle n\times n}-Matrizen. Dann ist die Wahrscheinlichkeit, dass die beiden Determinanten zueinander teilerfremd sind, durch die Funktion
{\displaystyle D(n)=\prod _{k=1}^{\infty }(1-(1-\prod _{j=1}^{n}1-p_{k}^{-j})^{2})}
beschrieben. Dabei bezeichnet {\displaystyle p_{n}} die n-Primzahl.

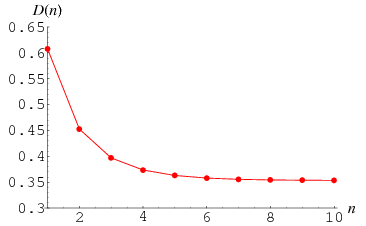
Graph der D(n) Funktion

Insbesondere ist für zwei {\displaystyle 1\times 1}-Matrizen die Wahrscheinlichkeit für Teilerfremdheit:
{\displaystyle D(1)={6 \over \pi ^{2}}=0{,}607927}. (OEIS A059956)

## Weitere Werte
Die genauen Funktionswerte für  {\displaystyle n\geq 2} wurden analytisch nicht ermittelt. Näherungsweise ergeben sich die Werte:
| n | D(n)     |
| - | -------- |
| 2 | 0.453103 |
| 3 | 0.397276 |
| 4 | 0.373913 |
| 5 | 0.363321 |

## Grenzwert
Für die Funktion {\displaystyle D(n)} wurde durch Vardi (1991) der Grenzwert
{\displaystyle \omega =\lim _{n\to \infty }D(n)=0{,}35323637185} (A085849)
mit einer Approximationsgeschwindigkeit von {\displaystyle \sim 0{,}57^{n}} bewiesen.